# DarkOrbit
„DarkOrbit“, по-късно преименувана на „DarkOrbit:Reloaded“, е масивна мултиплейър онлайн игра, разработена от Bigpoint Games. Действието се развива в космическото пространство, където играчите контролират космически кораб, за да се бият срещу извънземни или други играчи. Това е триизмерна, изометрична Flash игра с над 300 милиона регистрирани акаунта.

## История
„DarkOrbit“ е създадена на 11 декември 2006 г., от немски играчи, въз основа на изтритата игра на WildTangent със същото име.

## Геймплей
В началото на играта играчът избира между три фирми: Venus Resources Unlimited (VRU), Earth Industries Corporation (EIC) и Mars Mining Operations (MMO). В историята съществува още една компания (Saturn Autonomous Technology), но не и за играчите. Играчите се телепортират на началната карта, за да започнат мисиите от Контролния център.

### Ранг Точки
Точките за класиране се основават на математическа формула, която се определя от различни фактори, като опит, ниво, чест, приключени задачи, унищожени точки на кораби, унищожени Alien точки и вашия тип кораб. Има и фактори, които намалят точките за ранг, като унищожаване на кораби от твоята фирма, разрушения от радиационната зона (извън картите) и унищожени кораби на феникс (стартери). Точките за ранг не се показват в залата на славата.

### Икономика
DarkOrbit използва два вида валути: Кредити и Уридиум. Уридиумът е по-ценен и по-труден за получаване. Някои видове оборудване и боеприпаси могат да бъдат закупени с кредити, но най-ценните или „елитни“ елементи могат да бъдат закупени само с уридиум. За някои от тези елитни артикули има опция за наддаване с кредити. Тази тръжна система се използва за контрол на инфлацията на кредитите и се нарича аукцион. Уридиум може да бъде закупен в замяна на реални пари чрез PayPal, кредитна карта или друг начин на плащане.

### Битка
DarkOrbit използва бойна система в реално време. В битка могат да се използват най-различни оръжия за унищожаване на извънземни и други играчи. Те включват лазерни оръдия, лазерни боеприпаси, ракети, ракетни установки и мини. Играчите трябва да кликнат върху целта си, за да се прицелят, преди да могат да започнат да стрелят. Успешното унищожаване на враг ще доведе до изхвърляне на „товарна кутия“, съдържаща руда, която играчът може да вземе. С него е възможен ремонт на собствения кораб безплатно, ако го унищожат, връщайки го във фирмената база.

### Кланове
Играчите могат да се присъединят към клан, като платят 1500 кредита. Ползите от присъединяването към клана включват помощ от съдружници на клана и изплащания на клана под формата на кредити. Въпреки това, повечето кланове имат кланов данък (между 0% и 5%), който се събира в хазната на клановете всеки ден. Клановете могат да помогнат на играчите да се изравнят, да спечелят кредити и да се състезават срещу други съперници. В играта има и страница, която позволява да се види кои от играчите на клана са онлайн, дали са готови за действие на вашата карта, или ако са офлайн. Менюто също позволява да бъдат поканени в група, без да е необходимо да се изписва името им.

### Скайлаб
Скайлаб е система, използвана за добив и пречистване на руди, като Прометиум, Ендириум и Тербиум. Тези основни руди могат да бъдат рафинирани до Прометид и Дураниум, които в комбинация с Ксеномит могат да направят Промериум. Има и кристал на име Сепром, който може да бъде произведен само в Скайлаб чрез допълнително рафиниране на Промериум. Тези руди могат значително да подобрят оръжията, щитовете и мощността на кораба или да се продадат за кредити.Най-високото ниво за надграждане на Скайлаба е 20.

### Пилотско досие
В раздела скилове в пилотското досие, играчите могат да получат допълнителни предимства по време на игра. Пилотните точки са необходими за работата на скиловете. Пилотни точки могат да бъдат получени чрез закупуване на логове дискове от магазина. Всяка пилотна точка може да се използва за придобиване на определени способности, които помагат на играча в битка или други игрови функции. Играчът може да има до 50 пилотни точки в своята биография.

## Специални събития
DarkOrbit има специални събития от време на време, които могат да дадат на играчите специални награди.

### Отборен смъртен мач
Отборния смъртен мач е събитие, при което пет кораба от една компания работят заедно, за да убият пет кораба от вражеска компания. Печелившият отбор получава награди в края на битката и се извежда на следващото ниво.

### Рожденият ден
За да се отбележи датата, на която DarkOrbit излезе онлайн, всяка година на 11 декември на домашната карта на всяка фирма се появява портал, предоставен безплатно на всички играчи. Извънземните, обикновено са на половин сила и се намират в портала от които се получават малки награди. На този ден се дава и 35 000 уридиум.